# Haminoea cymbalum
Haminoea cymbalum är en snäckart. Haminoea cymbalum ingår i släktet Haminoea och familjen Haminoeidae. Inga underarter finns listade i Catalogue of Life.